# Anse Boileau
Anse Boileau è uno dei 26 distretti delle Seychelles, appartenente all'isola di Mahé.